# 木でこ
1. 木でこ（きでこ）とは、大分県別府市で生産される郷土玩具の一種。厄除けの神としての役割がある。戦国時代、豊臣秀吉の朝鮮出兵の折、大友氏が験を担ぐ為に造らせたのが始まりで、それゆえ「大友人形」とも呼ばれる。六角形や八角形の木製の柱に、怪奇な顔を刻んで製作する。製作にあっては朝鮮の守護神、天下大将軍がモチーフにされた。
2.　福島、飯坂方面でこけしのことを木でこという。関連方言として、おでこさま（会津地方）、でころこ（原の町）、でく（山形県小野川）、でくのぼう（山形県肘折、蔵王、滑津）